# تشرنیشوویتسه
تشرنیشوویتسه (به چکی: Černýšovice) یک منطقهٔ مسکونی در جمهوری چک است که در منطقه تابور واقع شده‌است. تشرنیشوویتسه ۱۰٫۱۳ کیلومتر مربع مساحت و ۷۹ نفر جمعیت دارد و ۴۳۱ متر بالاتر از سطح دریا واقع شده‌است.